# Pürveegiin Ösökhbaatar
Pürveegiin Ösökhbaatar - es un luchador mongol de lucha libre. Consiguió una medalla de bronce en Campeonato Asiático de 2015. Octavo en Juegos Asiáticos de 2014. Representó a su país en la Copa del Mundo en el 2015  clasificándose en la sexta posición.